# الیزیو سانتوس سانتانا
الیزیو سانتوس سانتانا (به پرتغالی: Eliézio Santos Santana) مدافع اهل برزیل است که در شهر سالوادور و در تاریخ ۳۱ مارس ۱۹۸۷ به دنیا آمده‌است.
الیزیو سانتوس سانتانا در تیم‌های فوتبال باشگاه فوتبال اوراوا رد دایموندز سابقهٔ حضور دارد.